# パレルモ天文台

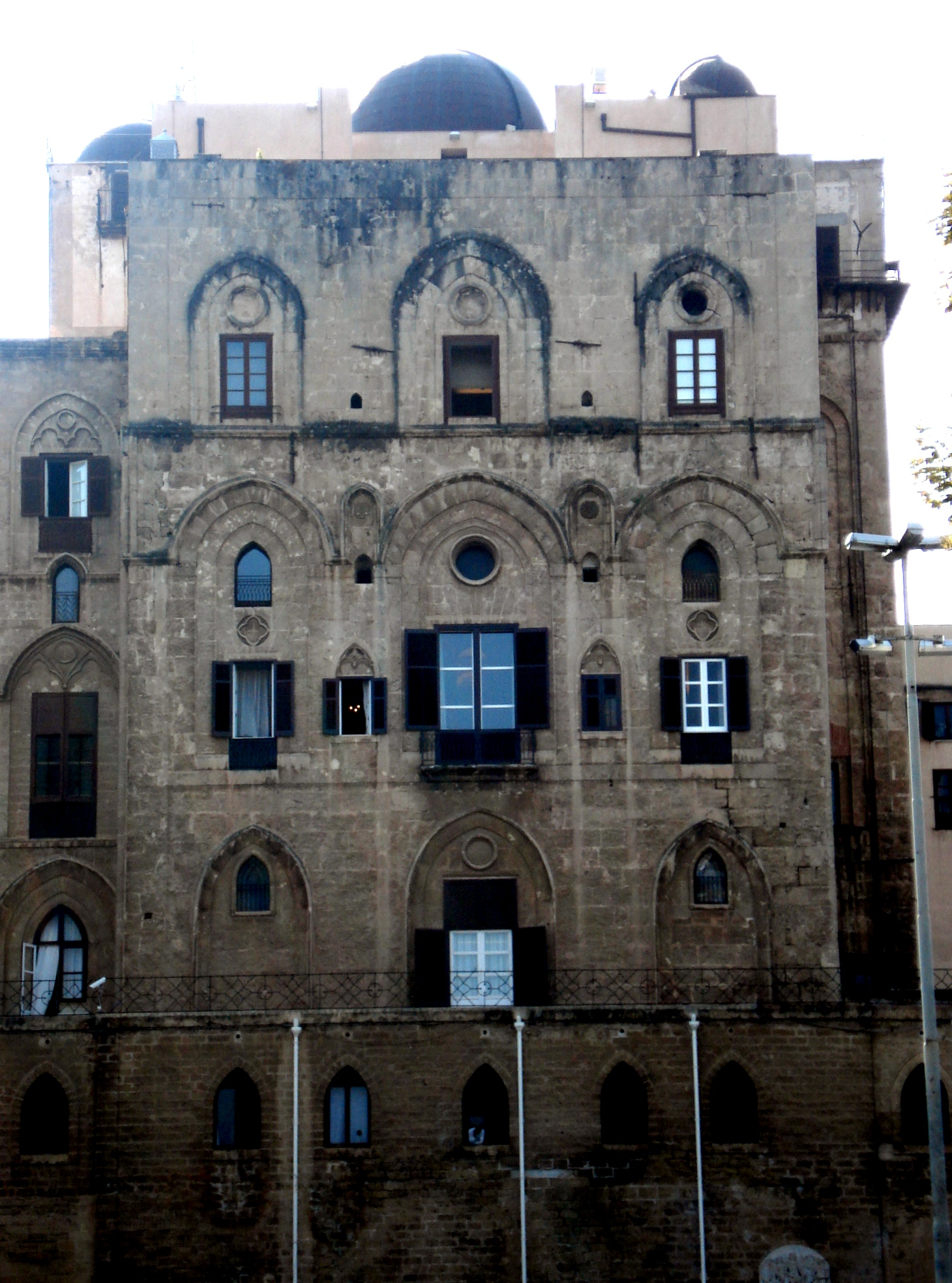
天文台のあるノルマンニ宮殿の一部

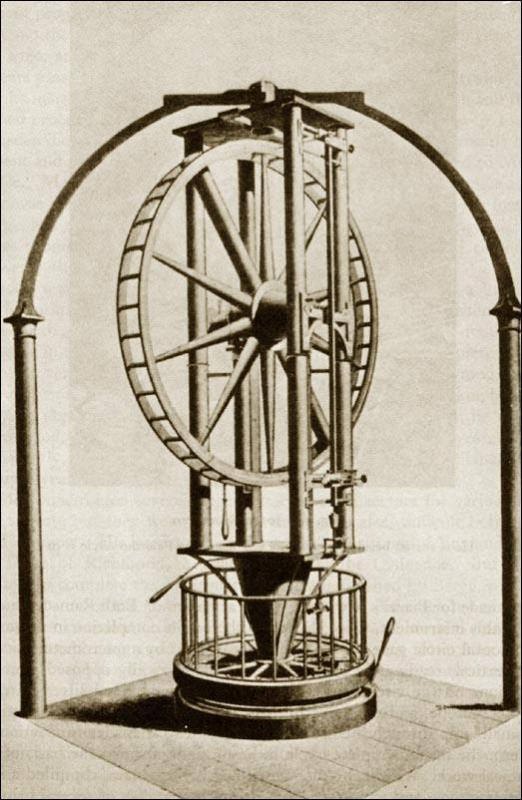
恒星の位置を測定するための直径5フィートのパレルモサークル

パレルモ天文台 (伊: Osservatorio astronomico di Palermo、英: Palermo Astronomical Observatory) は、イタリアのシチリア島パレルモにある天文台である。ノルマンニ宮殿の中に設置されており、イタリア国立天体物理学研究所の研究施設の1つである。太陽や恒星のコロナ、恒星の誕生を含む進化、超新星残骸等の天文学及び天体物理学分野の研究プロジェクトを行った。

## 歴史
1790年に両シチリア王国のフェルディナンド1世が、シチリアは天体観測にとって世界的に優位性がある都市だとするシチリアの副王Francesco d'Aquinoを含む当時の知識人の勧めで創設した。当時、そのような辺縁の地で働くことに同意する天文学の専門家を見つけることは難しかったが、結局、当時天文学会では目立った業績を残していなかった中年の数学者であるジュゼッペ・ピアッツィに決まった。この新しい台長は、当時もっとも近代的であった観測機器を購入し、ヨーロッパのレベルと比肩できるものにした。その中でも、恒星の位置を記録するために望遠鏡と連動して動く直径5フィートの観測機器をイギリスの職人ジェシー・ラムスデンに作らせ、最初のドームを建てた。彼は製造者を催促するために個人的にイギリスに渡らなければならず、また後には、長年、天文学におけるイギリスの地位の源泉となっていた独自性のある装置の輸出に難色を示したイギリス政府と交渉しなければならなかった。この新しい装置、特にラムスデンの最も重要な発明品であるパレルモサークルと呼ばれる装置のおかげで、1801年にピアッツィは、後に準惑星に分類された最初の小惑星であるケレスを発見し、ローマ神話のケレースに因んでCerere Ferdinandeaと名付けた。この発見のおかげで、彼は金メダルを授与されたが拒否し、代わりにその資金でトラウトン赤道望遠鏡を含む機器を購入して2つ目のドームに設置した。
1817年、ピアッツィはナポリのカポディモンテ天文台の立ち上げに参加するためパレルモ天文台を離れ、台長をニコロ・カチャトーレに譲った。カチャトーレは1848年に台長を退きその座を息子のガエターノ・カッチャトーレに譲ったが、彼は1848年に反ブルボン王朝運動に参加したという政治的な理由で解任された。その後、ドメニコ・ラゴーナが台長を務め、両シチリア王国政府から25cm口径メルツ赤道望遠鏡を含む新しい機器を購入するのに必要な資金を得ることに成功し、これらは1859年に届いた。その後状況が逆転し、ガエターノが復権してラゴーナはメルツ赤道望遠鏡の設置前に追放された。ピエトロ・タッキーニが副台長に指名され、1865年に赤道望遠鏡を稼働させた。これを用いて太陽物理学の研究を行い、19世紀後半にパレルモ天文台を有名にし、1871年のイタリア分光学者協会の設立をリードした。翌1872年から、タッキーニは、初の天体物理学のレビュー誌Memoirs (Memorie)を定期的に発行した。
1879年にタッキーニがローマに赴任すると、パレルモ天文台にとって困難な時代になった。1890年にカターニア天文台の台長になるまでは、副台長のアンニーバレ・リッコが研究の質を保っていたが、その後、政治的および軍事的な状況やその後の政府資金の困窮により、1923年に大学の一機関に格下げされた。
1931年から1936年まで、またフランチェスコ・ゼーガを挟み1938年から1948年までは、アッカデーミア・デイ・リンチェイ会員のコッラディーノ・ミネオが台長を務めた。既述のとおり、この頃は天文台にとって大きな困難を伴う期間であった。1923年の改革で単純天文台に再分類され、観測のための人や資金の欠乏に見舞われた。1939年の略奪の後、第二次世界大戦中から戦後に、唯一残った近代的な観測装置であるベルリンのJulius Wanschaffが作った天頂望遠鏡が奪われて、天文台は閉鎖に近づいた。元々設置されていた3つのドームの屋根は1950年代に鉄製のものに取り換えられたが、重くて危険なため、後に除去されて、以前のデザインの軽い銅製のものが設置された。また、1976年から1991年まで台長を務めたジュゼッペ・サルヴァトーレ・ヴァイアナに因んで改名された。

## 天文台長
- ジュゼッペ・ピアッツィ
- ニコロ・カチャトーレ
- ガエターノ・カチャトーレ
- ドメニコ・ラゴーナ
- ピエトロ・タッキーニ
- アンニーバレ・リッコ
- トミストークレ・ゾーナ
- フィリポ・アンジェレッティ
- コッラディーノ・ミネオ
- フランチェスコ・ゼーガ
- コッラディーノ・ミネオ
- ルチアーノ・キアラ
- サルヴァトーレ・レオーネ
- ジュゼッペ・サルヴァトーレ・ヴァイアナ
- サルヴァトーレ・セリオ
- サルヴァトーレ・ショルティーノ
- ジュゼッピーナ・ミセラ[6]

## 組織
別棟にX線望遠鏡のための科学機器の開発と試験を行うX-ray Astronomy Calibration and Testing Facility (XACT)、天体物理学の観測結果を多くのモデルに当てはめるコンピュータセンターであるSystem of Calculation for Numerical Astrophysics (SCAN)と、この天文台の多くの観測機器のコレクションを集めたスペーコラ博物館がある。

### 博物館
スペーコラ博物館はノルマンニ宮殿の最上階に位置し、色収差補正望遠鏡、六分儀、気圧計や温度計等の多くの18世紀及び19世紀の機器がメインであるが、初期から存在したパレルモサークルとトラウトン赤道望遠鏡も収蔵している。また、当時の機器や天文学者の肖像画も多く収蔵している。